# Meadela

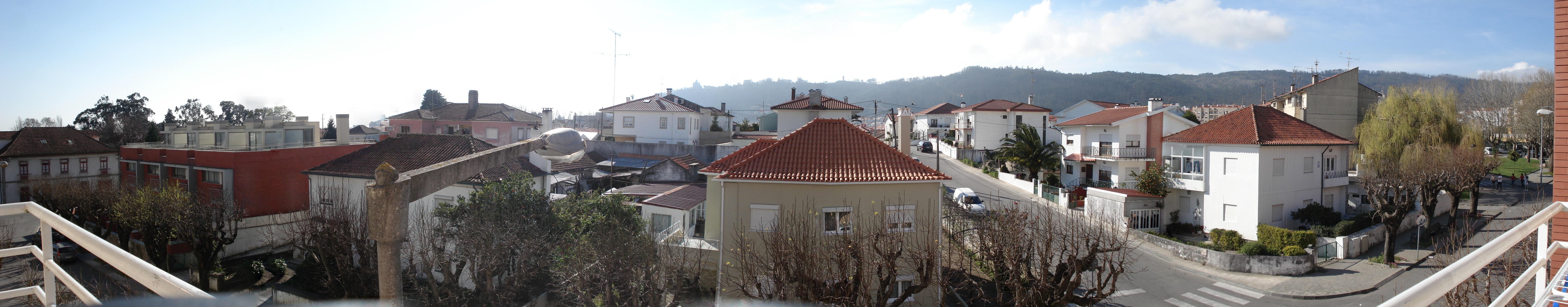
Panorama der Gemeinde Meadela

Meadela ist ein Ort und eine ehemalige Gemeinde (Freguesia) im nordportugiesischen Kreis Viana do Castelo der Unterregion Minho-Lima.
Die Gemeinde hatte 9777 Einwohner (Stand 30. Juni 2011).
Am 29. September 2013 wurden die Gemeinden Meadela, Viana do Castelo (Santa Maria Maior) und Viana do Castelo (Monserrate) zur neuen Gemeinde União das Freguesias de Viana do Castelo (Santa Maria Maior e Monserrate) e Meadela zusammengeschlossen.